# Ель-Куфа (округа)
Ель-Куфа — округа мухафази Наджаф, Ірак.
| Ірак | Це незавершена стаття з географії Іраку. Ви можете допомогти проєкту, виправивши або дописавши її. |